# مورگان ریدل
مورگان ریدل کیم (زادهٔ ۳۱ جولای ۱۹۹۷) شخصیت اینترنتی آمریکایی است که به دلیل انتشار محتوا درباره زندگی در تور حرفه‌ای تنیس به‌عنوان نامزد تنیسور حرفه‌ای، تیلور فریتز، شناخته شده است.

## اوایل زندگی و حرفه
ریدل در سینت پال (مینه‌سوتا) بزرگ شد و در دبیرستان منطقه‌ای رزویل تحصیل کرد. او بزرگ‌ترین فرزند هدر ریدل، مدیر اجرایی رادیو عمومی مینه‌سوتا و راب کیم، نویسنده کتاب‌هایی درباره ماهیگیری است. او در کالج واگنر در استیتن آیلند، نیویورک، ادبیات انگلیسی خواند. ریدل در دوران کالج، شروع به انتشار محتوای سبک زندگی در اینستاگرام و تیک‌تاک کرد و به‌عنوان مدل نیز فعالیت داشت. پس از فارغ‌التحصیلی، در زمینه املاک و مستغلات کار کرد و سپس به‌عنوان مدیر رسانه‌ای برای شرکت لاو یور ملون و بنیاد غیرانتفاعی گیمرز اوتریچ فعالیت نمود.
ریدل در اوایل سال ۲۰۲۰، اندکی پس از نقل‌مکان به لس‌آنجلس، از طریق اپلیکیشن دوستیابی رایا با تیلور فریتز، تنیسور حرفه‌ای، آشنا شد. او از سال ۲۰۲۱ همراه فریتز در تور «اِی‌تی‌پی» سفر کرد و سال بعد شغل شرکتی خود را رها نمود. از اوایل سال ۲۰۲۲، ریدل شروع به تولید محتوای رسانه‌های اجتماعی مرتبط با تنیس کرد که با ویدیویی در تیک‌تاک درباره انتخاب لباس برای تنیس آزاد استرالیا آغاز شد. او گفته است که پیش از آشنایی با فریتز اطلاعات کمی درباره تنیس داشت و برخی از محتواهایش با هدف توضیح قوانین این ورزش برای مخاطبان ناآشنا تولید شده است. در سال ۲۰۲۳، او کانال یوتیوبی راه‌اندازی کرد و درباره زندگی در تور تنیس ویدیوهای وبلاگی منتشر نمود. او همراه فریتز در مستند نتفلیکس «برک پوینت (امتیاز پایانی)» که به پوشش تور تنیس می‌پردازد، ظاهر شده است. در جریان مسابقات ویمبلدون ۲۰۲۳، او میزبانی مجموعه ویدیویی کوتاهی به نام «نخ‌های ویمبلدون» را بر عهده گرفت که درباره مد و فشن در این تورنمنت بود.

## همچنین ببینید
- WAG ها